# كريستين فيربر
كريستين فيربر (بالفرنسية: Christine Ferber)‏ هي شوكولاتية وكاتِبة فرنسية، ولدت في 11 مايو 1960 في Niedermorschwihr ‏ في فرنسا.